# Lista över städer i Bulgarien
Lista över städer i Bulgarien med mer är 20 000 invånare (2005):

## A
- Albena
- Alfatar
- Ajtos
- Asenovgrad

## B
- Baltjik
- Blagoevgrad
- Botevgrad
- Bobosjevo
- Burgas

## C
- Charmanli
- Chaskovo

## D
- Dăbrava
- Dimitrovgrad
- Dobritj
- Dupnitsa
- Dryanovo

## E
- Elena

## G
- Gabrovo
- Gălăbovo
- Gorna Orjachovitsa
- Gotse Deltjev

## I
- Ichtiman
- Ivajlovgrad

## J
- Jambol

## K
- Karlovo
- Karnobat
- Kazanlăk
- Kărdzjali
- Knezja
- Kjustendil
- Kuklen

## L
- Letnitsa
- Lom
- Lovetj

## M
- Momtjilgrad
- Montana

## N
- Nova Zagora
- Nesebăr
- Nedelino

## O
- Orjachovo

## P
- Pazardzjik
- Pernik
- Petritj
- Pleven
- Plovdiv
- Popovo
- Preslav

## R
- Radomir
- Razgrad
- Ruse

## S
- Samokov
- Sandanski
- Sevlievo
- Silistra
- Sjumen
- Sliven
- Smoljan
- Sofia
- Stambolijski
- Stara Zagora
- Sungurlare
- Suvorovo, döpt efter ryske fältherren Aleksandr Suvorov
- Svisjtov

## T
- Tărgovisjte
- Tjepelare
- Tiulenovo
- Trăstenik
- Trojan
- Tsarevo

## V
- Varna
- Veliko Tărnovo
- Velingrad
- Vidin
- Vratsa

## Z
- Zavet